# 基奈半島
基奈半岛（英語：Kenai Peninsula）是阿拉斯加中南部海岸突出的一个大半岛。基奈这个名字来源于“Kenaitze”或“Kenaitze印第安部落”，这是土著阿萨巴斯卡阿拉斯加部落的名字，他们历史上居住在该地区。他们称基奈半岛为亚加纳，意思是“好的土地”。

## 地理

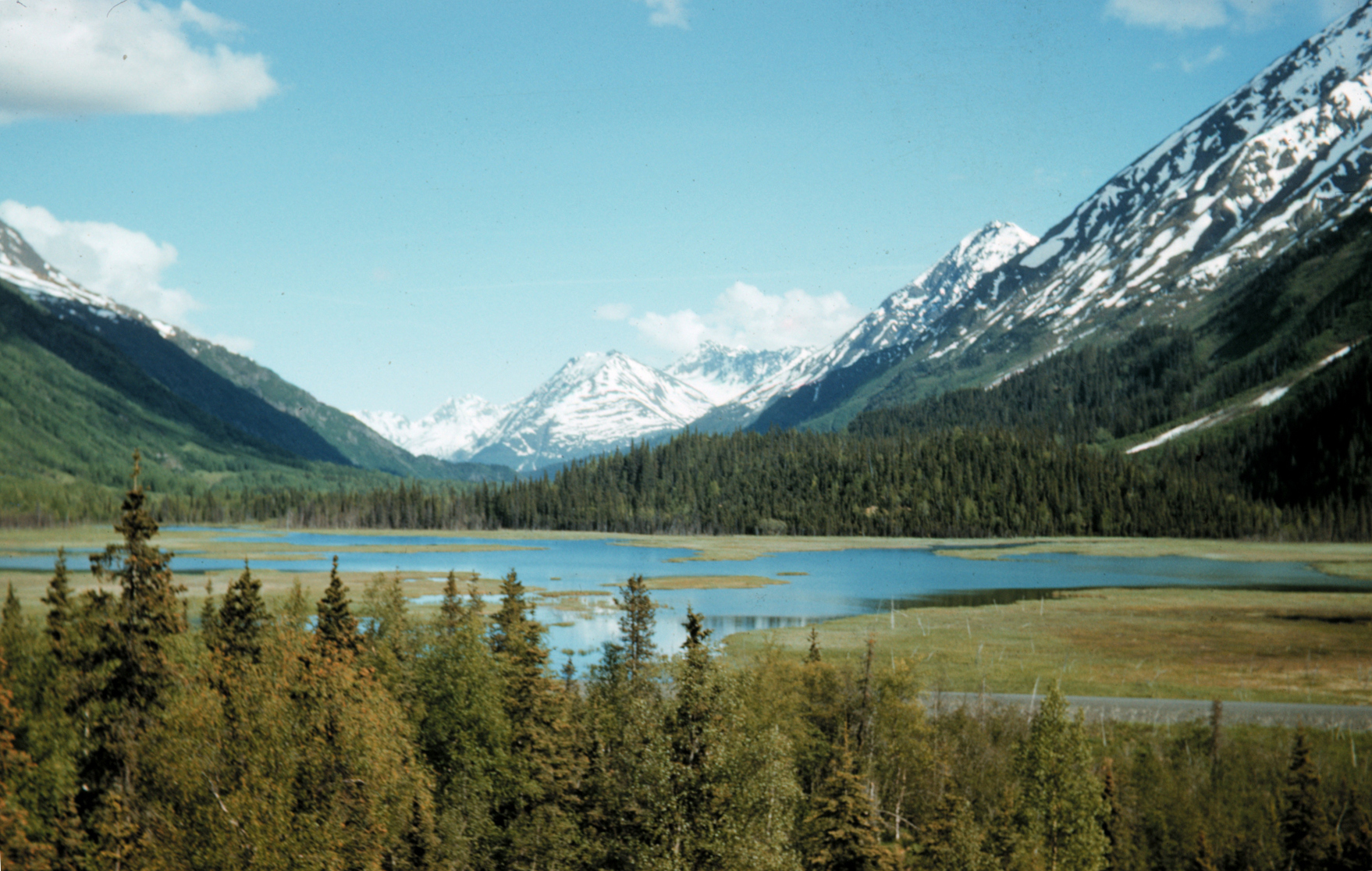
燕鸥湖位于通往半岛的两条主要道路的交汇处

半岛从安克雷奇以南的楚加奇山脉向西南延伸了150英里（240）。它西面被库克湾与大陆隔开，东面被威廉王子湾隔开。半岛的大部分是基奈半岛自治市的一部分。早在格拉西姆·伊兹梅洛夫1789年成为第一个探索和绘制该地区地图的欧洲人之前，阿萨巴斯坎和阿鲁提克土著部落已经在半岛上生活了数千年。
被冰川覆盖的基奈山脉，海拔7,000英尺（2,100），沿着半岛的东南脊延伸到阿拉斯加湾海岸。它的大部分都在基奈峡湾国家公园。沿着库克湾的西北海岸平坦而泥泞，点缀着无数的小湖泊。几个更大的湖泊延伸到半岛内部，包括奇拉克湖和图斯图米纳湖。河流包括以鲑鱼数量闻名的基奈河，以及它的支流俄罗斯河、卡西洛夫河和锚河。卡切马克湾是一个小海湾，与较大的库克湾相邻，延伸到半岛的西南端，大部分是卡切马克湾州立公园的一部分。
基奈半岛的东部和南部有许多冰川。它是萨金特冰原和哈丁冰原的家园，以及大量冰川的发源地。

## 城镇和城市
该半岛包括阿拉斯加中南部几个人口最稠密的城镇，包括阿拉斯加湾沿岸的苏厄德，沿库克湾和基奈河的索尔多特纳、基奈、斯特宁和库珀兰丁，以及沿卡切马克湾的荷马，以及许多较小的村庄和定居点。

## 交通
荷马城是北美铺设公路系统的终点，也是从美国本土48个州开车到阿拉斯加的旅行者的热门目的地。苏厄德是阿拉斯加铁路的南站。在基奈和荷马有定期航班的机场，以及在索尔多特纳和苏厄德的小型通用航空机场。苏厄德高速公路连接苏厄德和安克雷奇，斯特林高速公路是基奈半岛的主干，连接较大的城镇和安克雷奇。

## 气候
半岛的沿海气候相对温和，雨量充沛。它是阿拉斯加少数几个允许农业的地区之一，有足够的生长季节生产干草和其他几种作物。

## 自然资源与经济
半岛还拥有天然气、石油和煤矿，以及丰富的商业和个人渔业资源。旅游业是一个主要的产业，以及为猎人和渔民提供装备和指导服务。基奈半岛被称为“阿拉斯加的游乐场”。基奈国家野生动物保护区包括半岛近200万英亩的土地。